# Синтезадоволення
Синтезадоволення (англ. Synthajoy) — науково-фантастичний роман Дейвіда Г. Комптона. Вперше надрукований 1968 року «Ace Science Fiction Special» у Сполучених штатах та «Hodder & Stoughton» у Великої Британії. Італійський переклад вийшов у 1972 році. «Gregg Press» випустили архівне видання у 1977 році. «Orion Books» перевидала роман за допомогою власної лінії Gateway у 2011 році.

## Сюжет
В романі досліджуються соціальні наслідки розробки технології «віртуальної реальності», яка дозволяє непримітним людям насолоджуватися досвідом «тих, хто є більш обдарованим або щасливим». Головний герой — дружина творця Синтезадоволення, яка, усвідомлюючи, яку шкоду він зробить суспільству, вбиває свого чоловіка й опиняється в психіатричній лікарні. У своєму інтерв'ю 2007 року Комптон нагадав, що він, ймовірно, спирається «на різновид популярної науки, яку я, як не-вчений, вийняв би з засобів масової інформації або з медіа загалом і замкнув, як щось, що я міг би розвинути».

## Відгуки
Джеймс Бліш писав, що «ніхто не обробляв [тему роману] десятки разів, так як цей англійський письменник». Джордж Едвард Слюссер охарактеризував «Синтезадоволення» як передтечу кіберпанку.